# Forssjön, Dalarna
Forssjön är en sjö i Avesta kommun i Dalarna och ingår i Dalälvens huvudavrinningsområde. Sjön har en area på 0,374 kvadratkilometer och ligger 65,6 meter över havet. Sjön avvattnas av vattendraget Norsån (Garpenbergsån).

## Delavrinningsområde
Forssjön ingår i det delavrinningsområde (667647-152903) som SMHI kallar för Utloppet av Forssjön. Medelhöjden är 87 meter över havet och ytan är 5,5 kvadratkilometer. Räknas de 23 avrinningsområdena uppströms in blir den ackumulerade arean 124,08 kvadratkilometer. Norsån (Garpenbergsån) som avvattnar avrinningsområdet har biflödesordning 2, vilket innebär att vattnet flödar genom totalt 2 vattendrag innan det når havet efter 116 kilometer. Avrinningsområdet består mestadels av skog (60 procent) och jordbruk (12 procent). Avrinningsområdet har 0,37 kvadratkilometer vattenytor vilket ger det en sjöprocent på 6,7 procent. Bebyggelsen i området täcker en yta av 0,71 kvadratkilometer eller 13 procent av avrinningsområdet.